# Double Flower
『Double Flower』（ダブルフラワー）は、橋本みゆきの4枚目のベスト・アルバムである。

## 概要
- 内訳としてシングル4曲・カップリング1曲・コンピレーション収録1曲・特典CD収録4曲・初収録3曲の全13曲が収録されている。
- 以前、ランティスの公式サイトではコンピレーション・アルバムとして扱われていたが、現在では訂正されている。

## 収録曲
1. 初恋パラシュート
  - 作詞：畑亜貴 / 作曲：田代智一 / 編曲：原田勝通
  - 13thシングル。
2. to be continued
  - 作詞：橋本みゆき / 作曲・編曲：大久保薫
  - 初収録曲。
3. ever
  - 作詞・作曲：橋本みゆき / 編曲：chokix
  - 『明日の七海と逢うために 特典CD』収録。
4. Glossy:MMM
  - 作詞：畑亜貴 / 作曲・編曲：虹音
  - 14thシングル。
5. Here To Stay
  - 作詞：桑島由一 / 作曲・編曲：景家淳
  - 初収録。
6. Pieces
  - 作詞：AlAi / 作曲：アッチョリケ / 編曲：鈴木マサキ
  - 3rdシングル『Be Ambitious,Guys!』カップリング曲。
7. Sky Sanctuary
  - 作詞：西又葵 / 作曲・編曲：アッチョリケ
  - 12thシングル。
8. Fortune's wheel
  - 作詞：橋本みゆき / 作曲：前澤寛之 / 編曲：鈴木マサキ
  - 『ホームメイド スイーツ 特典CD』収録。
9. glorious days
  - 作詞：橋本みゆき / 作曲・編曲：鈴木マサキ
  - 『さくらんぼシュトラッセ 特典CD』収録。
10. 恋桜
  - 作詞：石川泰・橋本みゆき / 作曲：橋本みゆき / 編曲：安瀬聖
  - 『春色桜瀬 オリジナルサウンドトラック』収録。
11. 届け、この想い
  - 作詞：橋本みゆき / 作曲・編曲：ms-jacky
  - 『プリンセスラバー! 特典CD』収録。
12. Voice
  - 作詞・作曲：橋本みゆき / 編曲：鈴木マサキ
  - 初収録。本作のための書き下ろし曲。
13. Princess Primp!
  - 作詞：畑亜貴 / 作曲・編曲：虹音
  - 15thシングル。

## タイアップ
- テレビアニメ『あかね色に染まる坂』OP主題歌（#1）
- パソコンゲーム『はっぴぃプリンセス 〜Another Fairytale〜』OP主題歌（#2）
- パソコンゲーム『明日の七海と逢うために』OP主題歌（#3）
- テレビアニメ『咲-Saki-』OP主題歌（#4）
- PS2ゲーム『あかね色に染まる坂 ぱられる』ED主題歌（#5）
- パソコンゲーム『Tick! Tack!』挿入歌（#6）
- パソコンゲーム『俺たちに翼はない〜Prelude〜』OP主題歌（#7）
- パソコンゲーム『ホームメイド スイーツ』ED主題歌（#8）
- パソコンゲーム『さくらんぼシュトラッセ』OP主題歌（#9）
- パソコンゲーム『春色桜瀬』OP主題歌（#10）
- パソコンゲーム『プリンセスラバー!』ED主題歌（#11）
- テレビアニメ『プリンセスラバー!』OP主題歌（#13）